# Vitan

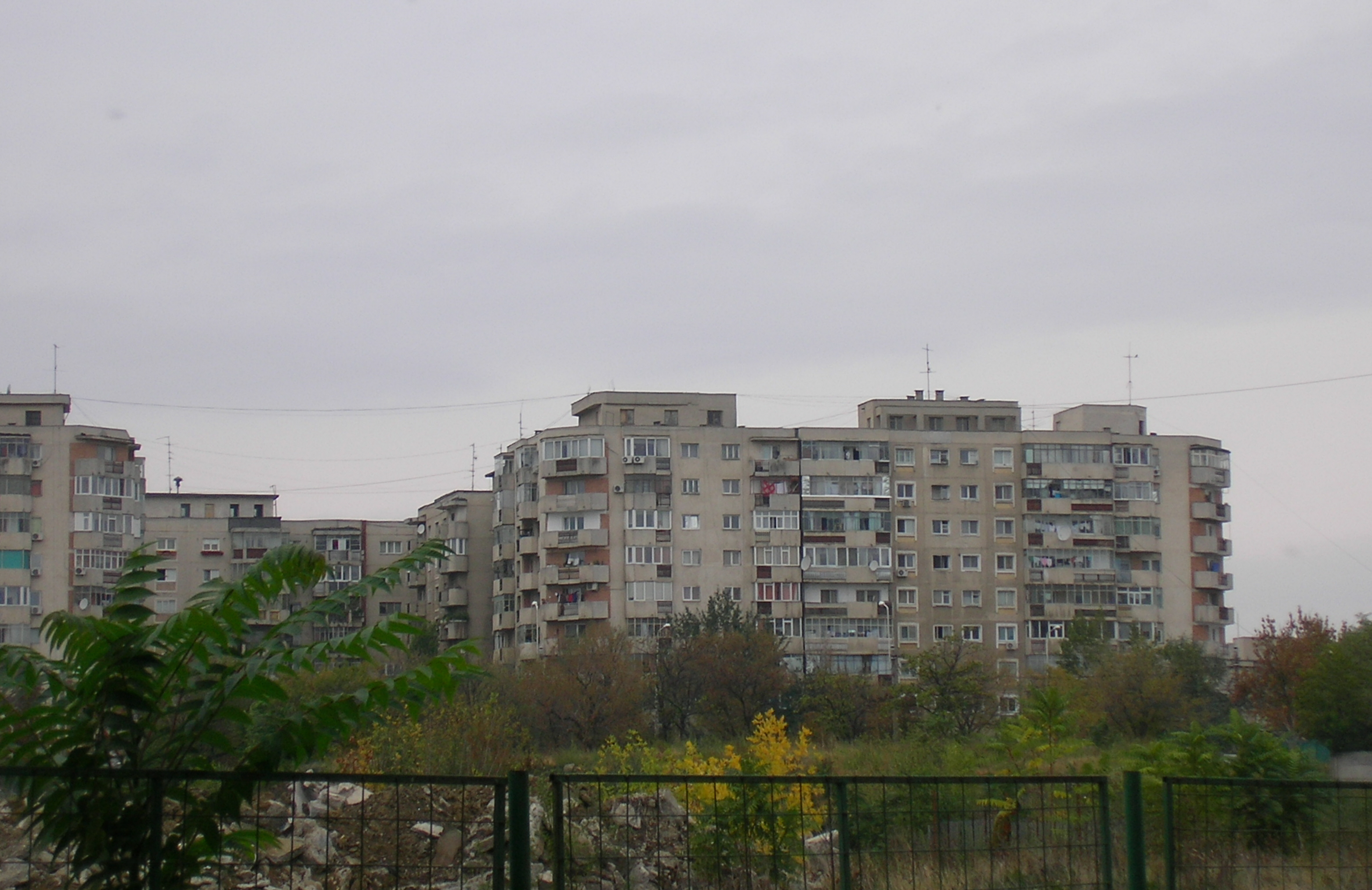
Bloques de pisos en Vitan.

El barrio de Vitan es uno de los barrios que forman parte del Sector 3, que se encuentra al sureste de Bucarest (Rumanía). El barrio se extiende junto al río Dâmboviţa, entre los barrios de Titán, Centru Civic, Olteniţei y Berceni. Al norte del barrio se halla el centro comercial Bucureşti Mall. El lago Văcăreşti, actualmente drenado, estaba situado en la margen derecha del Dâmboviţa a su paso por Vitan. El drenaje de este lago ha aportado 3,06 kilómetros cuadrados de terreno, que son propiedad del Estado Rumano.